# Phrynus maesi
Espèce
Phrynus maesi est une espèce d'amblypyges de la famille des Phrynidae.

## Distribution
Cette espèce est endémique du Nicaragua. Elle se rencontre dans la cordillère Isabelia dans les départements de Matagalpa et de Jinotega et dans la région autonome de la Côte caraïbe nord.

## Description
La femelle holotype mesure 19,00 mm.

## Étymologie
Cette espèce est nommée en l'honneur de Jean-Michel Maes.

## Publication originale
- Armas, 1995 : Nuevos Phrynus de México y Nicaragua, con la descripción complementaria de P. garridoi Armas (Amblypygi: Phrynidae). Revista Nicaraguense de Entomologia, vol. 33, p. 21-37 (texte intégral).